# Why? (They Might Be Giants)
Why? è un album in studio del gruppo alternative rock statunitense They Might Be Giants, pubblicato nel 2015. Si tratta del quinto disco di musica per bambini della band.

## Tracce
1. Oh You Did (con Robin Goldwasser) – 2:16
2. Omnicorn – 1:47
3. I Am Invisible – 2:09
4. Definition of Good – 1:59
5. And Mom and Kid – 1:20
6. I Made a Mess – 2:27
7. Moles, Hounds, Bears, Bees and Hares – 2:11
8. Walking My Cat Named Dog – 2:12
9. Or So I Have Read – 2:14
10. Elephants (con Danny Weinkauf) – 2:38
11. Long White Beard (con Robin Goldwasser) – 2:16
12. I Just Want to Dance – 1:08
13. Thinking Machine – 2:11
14. So Crazy for Books – 2:10
15. I Haven't Seen You in Forever – 2:12
16. Out of a Tree – 2:36
17. Hello Mrs. Wheelyke – 2:20
18. Then the Kids Took Over – 2:25